# Елизабет фон Брауншвайг-Гьотинген
Елизабет фон Брауншвайг-Гьотинген (на немски: Elizabeth von Braunschweig-Göttingen; * 1390; † 1444) е принцеса от Брауншвайг-Гьотинген и чрез женитба княгиня на Брауншвайг-Грубенхаген.

## Произход
Тя е дъщеря на херцог Ото I фон Гьотинген (1340 – 1394) и втората му съпруга Маргарета фон Берг (1364 – 1442), дъщеря на херцог Вилхем I фон Берг.

## Деца
Елизабет се омъжва на 1/14 юли 1405 г. за херцог Ерих I фон Брауншвайг-Грубенхаген (* 1383, † 28 май 1427), херцог на Херцогство Брауншвайг-Люнебург и княз на Брауншвайг-Грубенхаген. Те имат пет дъщери и трима сина:
- Агнес II (1406 – 1439), от 1412 г. абатеса на манастир на Гандерсхайм
- София (1407 – 1485), абатеса на манастир Гандерсхайм
- Елизабет (1409 – 1452), омъжена 1431 г. за херцог Казимир V от Померания (1380 – 1435), абатеса на Гандерсхайм
- Маргарета (1411 – 1456), омъжена за Симон IV фон Липе, господар на Липе
- Анна (1414 – 1474), омъжена на 6 ноември 1436 г. в Мюнхен за Албрехт III (1401 – 1460), херцог на Бавария-Мюнхен и II. за Фридрих III фон Брауншвайг-Каленберг-Гьотинген (1424 – 1495)
- Хайнрих III (1416 – 1464), княз на Брауншвайг-Грубенхаген
- Ернст II (1418 – 1466), княз на Брауншвайг-Грубенхаген, от 1464 г. пробст на манастир Александър в Айнбек
- Албрехт II (1419 – 1485), княз на Брауншвайг-Грубенхаген